# Kaempferia ovalifolia
Kaempferia ovalifolia (лат.) — вид однодольных растений рода Кемпферия (Kaempferia) семейства Имбирные (Zingiberaceae). Под текущим таксономическим названием описан британским ботаником Уильямом Роксбером в 1820 году.

## Распространение, описание
В некоторых источниках считается эндемиком Мьянмы. Растёт во влажных тропических лесах. Отмечался также в Малакке (Малайзия).
Гемикриптофит либо корневищный геофит. Цветки розовато-лиловые, орхидноподобные, ароматные. Цветёт весной.

## Значение
Культивируется.

## Синонимы
Синонимичные названия:
- Kaempferia diversifolia Link ex A.Dietr.
- Kaempferia parishii Hook.f.